# Hot Hot Heat
Hot Hot Heat – kanadyjski zespół indierockowy działający od 1999 roku w składzie: Steve Bays (śpiew, instrumenty klawiszowe), Paul Hawley (perkusja) i Dustin Hawthorne (gitara basowa). Podczas koncertów grupa jest wspierana przez gitarzystę Luke’a Pacquina.

## Historia
Dustin Hawthorne i Steve Bays grali razem w różnych zespołach do roku 1995. Poznali Paula Hawleya w 1998, a rok później powstał Hot Hot Heat. Do grania na keyboardzie został zmuszony Bays, ponieważ nikt inny nie miał nigdy do czynienia z instrumentami klawiszowymi. Hawley postanowił grać na perkusji, a Hawthorne na gitarze basowej. Matthew Marnick, przyjaciel zespołu, przyjął rolę wokalisty.
W 2000 roku zespół postanowił grać bardziej melodyjnie, w stylu pełnym wpływów z muzyki pop. Ze śpiewania zrezygnował Marnick. Do grupy przyjęto gitarzystę Dantego DeCaro. Inspirując się brzmieniem zespołów Nowej Fali takich jak XTC czy The Clash, nowy skład z Baysem jako wokalistą wydał serię singli i zaczął intensywnie koncertować z zespołami amerykańskiej sceny indie.
Koncertowe oblicze Hot Hot Heat zainteresowało wytwórnię Sub Pop. W 2001 roku podpisała z zespołem kontrakt, a rok później została wydana ich pierwsza EP Knock Knock Knock. Jej następcą była płyta zatytułowana Make Up The Breakdown, wyprodukowana przez producenta Jacka Endino (znanego ze współpracy z Nirvaną i Soundgarden).
Album został ciepło przyjęty przez krytyków, a single z tej płyty (Bandages oraz Talk to Me, Dance With Me) były często grane w MTV oraz w amerykańskich stacjach radiowych. Natomiast w Wielkiej Brytanii emisja singla Bandages została zakazana w radiu BCC Radio 1 z powodu wojny na Bliskim Wschodzie. Dało to dość niską w porównaniu z USA lokatę na liście sprzedaży singli.
W 2003 roku, nakładem wytwórni OHEV Records została wydana składanka Scenes One Through Thirteen (była już przygotowana w 2001 roku). Zawierała ona utwory Hot Hot Heat z okresu, kiedy poszukiwali oni jeszcze swojego brzmienia.
W 2004 roku Make up Breakdown wygrał nagrodę Canadian Independent Music Awards w kategorii "Najlepszy album". W październiku Dante DeCaro ogłosił, że pozostanie w zespole do czasu nagrania ich drugiej płyty o tytule Elevator. Na jego miejsce został przyjęty Luke Paquin.

## Dyskografia

### Albumy
- 7" singel zawierający 4 piosenki (2000, Ache Records)
- Split (dzielona 12" LP z Red Light Sting, 2000, Ache Records)
- 7" singel zawierający 3 piosenki (2001, Monoton Studios)
- Scenes One Through Thirteen (OHEV Records, nagrana w 2001 roku, wydana 2 lata później)
- Knock Knock Knock (EP, 2002, Sub Pop)
- Make up Breakdown (2002, Sub Pop)
- Elevator (2005, Warner Bros.)
- Happiness Ltd. (2007)
- Future Breeds (2010)

### Single
- "Bandages" (2003, z albumu Make up Breakdown)
- "Talk to Me, Dance With Me" (2003, z albumu Make up Breakdown)
- "No, Not Now" (2004, z albumu Make up Breakdown)
- "Goodnight, Goodnight" (2005, z albumu Elevator)
- "Middle of Nowhere" (2005, z albumu Elevator)
- "Let Me In" (2007, z albumu Happiness Ltd)
- "Give Me It" (2007, z albumu Happiness Ltd)